# Зуївська ТЕС
Зуївська теплоелектростанція, скорочено Зуївська ТЕС — теплоелектростанція у місті Зугрес, Донецька область. Потужність — 1200 МВт. ТЕС входить до складу «ДТЕК Східенерго».

## Станція
Останні роки в середньому за рік на ЗуТЕС виробляється близько 5 млрд кВт·год електроенергії, що на одну третину забезпечує потреби Донецької області. На енергоблоці № 1 після проведення реконструкції турбіни було виконано комплекс робіт із підвищення його встановленої потужності й перемарковано з 300 на 325 МВт з 1 липня 2010 року.
ТЕС з'єднана з електромережею за допомогою ЛЕП 2 × 330 кВ.
У липні 2025 року стало відомо про можливу повну зупинку Зуїваької ТЕС через проблеми з водопостачанням.